# Ctenus sagittatus
Ctenus sagittatus este o specie de păianjeni din genul Ctenus, familia Ctenidae, descrisă de Giltay, 1935.
Este endemică în Sulawesi. Conform Catalogue of Life specia Ctenus sagittatus nu are subspecii cunoscute.